# فتحي زهير
فتحي زهير ولد في 12 أبريل 1917 في تونس العاصمة وتوفي في 24 نوفمبر 1984، هو سياسي ومسؤول رياضي تونسي.

## العائلة والتكوين
ولد فتحي زهير لعائلة عريقة من أثرياء مدينة تونس تتكون أساسا من حرفيين. هو ابن الشاذلي زهير الذي كان رئيس محكمة الوزارة.

بعد دراسته في المدرسة الصادقية، انتقل فتحي للدراسة في كلية الحقوق بتولوز.

تزوج فتحي زهير من للا تراقي، حفيدة محمد المنصف باي، باي تونس بين 1942 و1943.

## المسار السياسي
كان فتحي زهير أحد أعلام الحركة الوطنية التونسية قبل الاستقلال، وكناشط في الحزب الحر الدستوري الجديد (منذ 1946)، شارك فتحي زهير في التوقيع على الاستقلال الداخلي لتونس عن فرنسا، وذلك في 1955 في باريس. عين في 13 سبتمبر 1955 في منصب وزير الشؤون الاجتماعية في حكومة الطاهر بن عمار. بعد الاستقلال، انتخب كنائب مؤسس في المجلس القومي التأسيسي. عمل كسفير لتونس في المغرب والاتحاد السوفياتي.

انتخب عضوا في المكتب السياسي الموسع للحزب الاشتراكي الدستوري أثناء مؤتمره في 1964. عين في 12 سبتمبر 1964 في منصب وزير الصحة العمومية في حكومة الحبيب بورقيبة الثانية، ثم أصبح في 5 سبتمبر 1966 مدير البروتوكول الرئاسي (مدير التشريفات الرئاسية). انتخاب في 2 نوفمبر 1969 ليصبح نائب في مجلس الأمة (المدة النيابية الثالثة).

انتخب عميدا للمحامين التونسيين في 1975 وبقي في هذا المنصب حتى 1977.

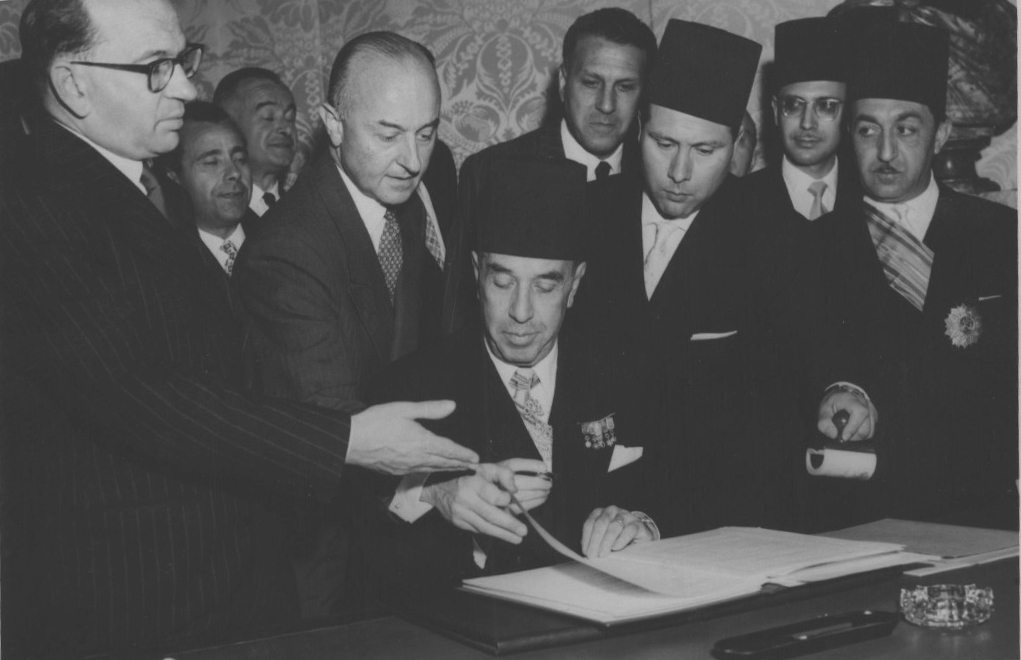
فتحي زهير أثناء توقيع اتفاقيات الاستقلال الداخلي لتونس عن فرنسا (الثالث ابتداءًا من اليمين).

## المسار الرياضي
انضم فتحي زهير لنادي الترجي الرياضي التونسي ليلعب في صفوفه كحارس مرمى. لعب من فريق الشباب ومع احتياطي الفريق الرسمي، ولكنه لم يستطع أن ينافس العروسي التسوري، فانتقل لمدة قصيرة إلى النادي الإفريقي كحارس مرمى أيضا، قبل أن ينقطع عن مساره كلاعب بعد إصابته بكسر، ليكرس وقته للدراسة.

من المفارقات أنه اتجه نحو النادي الإفريقي ليصبح أحد مسؤوليه. بعد مروره بعدة مكاتب في النادي، أصبح رئيسه بين 1967 و1970. تحت رئاسته، فاز النادي مرتين بكأس تونس.

من جهة أخرى، كان عضو الجامعة التونسية لكرة القدم، قبل أن يترأسها بدوره سنة 1971.

## بيبليوغرافيا
- فاخر الرويسي، العميد فتحي زهير: الوساطة الضائعة في الخلاف البورڤيبي اليوسفي: مسيرة، وثائق، شهادات، دار تونس للنشر، 2015.